# متحف خفر السواحل الياباني يوكوهاما

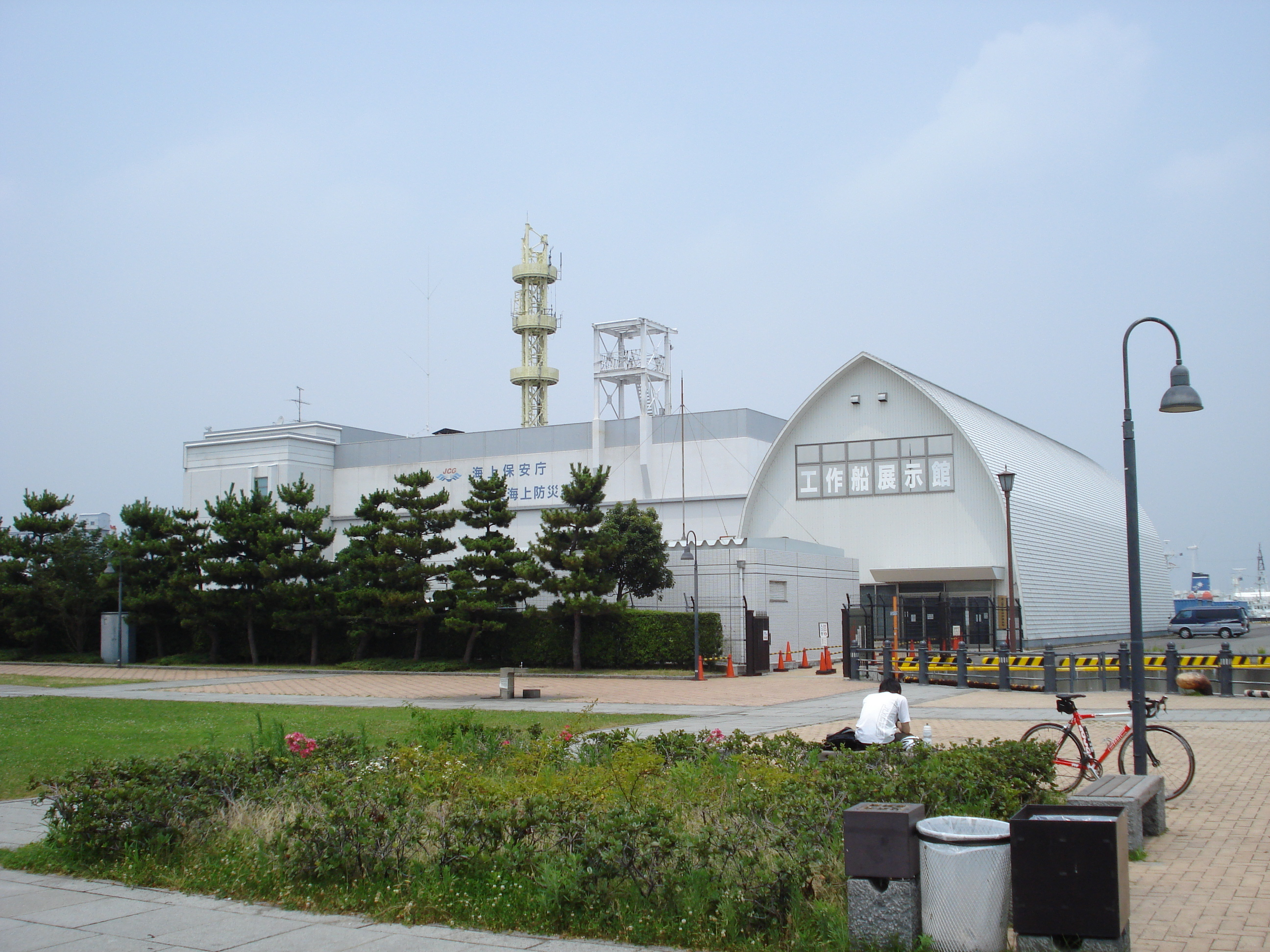
متحف خفر السواحل الياباني يوكوهاما.

متحف خفر السواحل الياباني يوكوهاما (باليابانية: 海上保安資料館 横浜館 ) هو متحف في يقع في حي ناكا كو في مدينة يوكوهاما التابعة لمحافظة كاناغاوا في اليابان، المتحف مكرس للأمن البحري وخفر السواحل الياباني، وقد تم افتتاح المتخف في 10 ديسمبر 2004.

## المعرض
محور المتحف هو مركب تجسس تابع لكوريا الشمالية، والذي غرق من قبل خفر السواحل الياباني في ديسمبر كانون الأول عام 2001 بعد معركة بالاسلحة النارية في بحر الصين الشرقي بالقرب من جزيرة أمامي أوشيما.